# دورس يناوش
دورس يناوش (بالألمانية: Doris Jannausch)‏ أديبة وممثلة مسرحية ألمانية، ولدت في 30 أغسطس 1925 في تيبليتس شونا (تقع حاليا في شمال التشيك) وتوفيت .

## أعمالها
كتبت دورس يناوش العديد من كتب الأطفال بالإضافة إلى روايات مرحة للبالغين. وضمن سلسلة ميفي Meffi-Reihe ترجمت ميفي الشيطان الصغير الأحمر والتي كتبتها في عام 1971 إلى الإسبانية والإيطالية.
ومن رواياتها للبالغين روايتها Jungfrau Sucht Löwen والتي صدرت في عام 1986.

## روابط خارجية
- الموقع الرسمي على موقع واي باك مشين (نسخة محفوظة 2017/04/20)